# 朴吉
朴吉（1896年—1934年），抗日战争时期中共朝鲜族政治人物，曾任延吉县游击大队政委，1933年在中共民生团事件肃反斗争中被错杀， 1957年被延吉市人民委员会平反并被追认为革命烈士。:48:522

## 生平
1896年，朴吉出生于朝鲜国咸镜道的一个贫困农民家庭，1914年随家人落户吉林省延吉县。1919年朝鲜半岛爆发三一运动后，他进入朝鲜独立军在汪清县创办的士官学校学习。1920年毕业后，他加入了朝鲜独立军，后于同年10月随独立军进入俄国海参崴地区。在俄期间，他加入了朝鲜共产党。1925年，他返回延吉从事革命活动，先后创办“同盟会”、“农民协会”、“少年团”、“高丽共产青年会”、“反帝同盟”等群众团体。1928年5月，他组织铁路工人抵制修建天图铁路，使原本计划半年的工程用了1年才完成。:47:111
1930年9月1日，他根据共产国际“一国一党”原则转籍中国共产党。1932年春，朴吉被中共延吉县委军事部任命为突击队队长。他带领突击队员利用自制的大刀、长矛从长兴村地主李学顺和北兴村保安团缴获2支猎枪和2支步枪。1933年1月，延吉县各游击队合并成立“延吉县游击大队”。朴吉任政委。受北方会议左倾思想影响，中共当时错误估计形势提出“要用生命死守抗日根据地的一草一木”的作战方针。朴吉对此表示反对。他与大队长朴东根一起带领游击队避实击虚开展灵活的游击战，将游击队发展成为当时东满规模最大的游击队。延吉县游击大队党团员比例为80%，也是东满地区最高的。:47-48:11-1121
1933年夏，朴吉根据中共中央《一·二六指示信》，广泛联合各抗日队伍共同抗日。他与几位指导员一起，深入三道湾抗日救国军、安图红枪会、大刀会和山林队等宣讲中共抗日民族统一战线政策。同年11月，朴吉在中共肃反斗争中被扣上“民生团分子”的帽子，不久被错杀，时年37岁。1957年，朴吉被延吉市人民委员会平反，并被追认为革命烈士。:48:522